# Episodi di Crown Court (seconda stagione)
La seconda stagione della serie televisiva Crown Court è stata trasmessa in anteprima nel Regno Unito dalla Independent Television tra il 3 gennaio 1973 e il 27 dicembre 1973.
| nº  | Titolo originale                                              | Titolo italiano | Prima TV UK       | Prima TV Italia |
| --- | ------------------------------------------------------------- | --------------- | ----------------- | --------------- |
| 1   | Regina v Barnes: Whatever Happened to George Robins? (Part 1) |                 | 3 gennaio 1973    |                 |
| 2   | Regina v Barnes: Whatever Happened to George Robins? (Part 2) |                 | 4 gennaio 1973    |                 |
| 3   | Regina v Barnes: Whatever Happened to George Robins? (Part 3) |                 | 5 gennaio 1973    |                 |
| 4   | Blackmail: Regina v Brewer and Brewer (Part 1)                |                 | 10 gennaio 1973   |                 |
| 5   | Blackmail: Regina v Brewer and Brewer (Part 2)                |                 | 11 gennaio 1973   |                 |
| 6   | Blackmail: Regina v Brewer and Brewer (Part 3)                |                 | 12 gennaio 1973   |                 |
| 7   | Sunset of Arms: Fitton v Pusey (Part 1)                       |                 | 17 gennaio 1973   |                 |
| 8   | Sunset of Arms: Fitton v Pusey (Part 2)                       |                 | 18 gennaio 1973   |                 |
| 9   | Sunset of Arms: Fitton v Pusey (Part 3)                       |                 | 19 gennaio 1973   |                 |
| 10  | Persimmons and Dishwashers: Regina v Curl (Part 1)            |                 | 24 gennaio 1973   |                 |
| 11  | Persimmons and Dishwashers Regina v Curl (Part 2)             |                 | 25 gennaio 1973   |                 |
| 12  | Persimmons and Dishwashers Regina v Curl (Part 3)             |                 | 26 gennaio 1973   |                 |
| 13  | A Public Mischief: Regina v Baker and Crawley (Part 1)        |                 | 31 gennaio 1973   |                 |
| 14  | A Public Mischief: Regina v Baker and Crawley (Part 2)        |                 | 1º febbraio 1973  |                 |
| 15  | A Public Mischief: Regina v Baker and Crawley (Part 3)        |                 | 2 febbraio 1973   |                 |
| 16  | Portrait of an Artist: Kingsley v Messiter (Part 1)           |                 | 7 febbraio 1973   |                 |
| 17  | Portrait of an Artist: Kingsley v Messiter (Part 2)           |                 | 8 febbraio 1973   |                 |
| 18  | Portrait of an Artist: Kingsley v Messiter (Part 3)           |                 | 9 febbraio 1973   |                 |
| 19  | A Crime in Prison: Regina v Ager and Lanigan (Part 1)         |                 | 14 febbraio 1973  |                 |
| 20  | A Crime in Prison: Regina v Ager and Lanigan (Part 2)         |                 | 15 febbraio 1973  |                 |
| 21  | A Crime in Prison: Regina vs. Ager and Lanigan - Part 3       |                 | 16 febbraio 1973  |                 |
| 22  | Infanticide or Murder? (Part 1)                               |                 | 21 febbraio 1973  |                 |
| 23  | Infanticide or Murder? (Part 2)                               |                 | 22 febbraio 1973  |                 |
| 24  | Infanticide or Murder? (Part 3)                               |                 | 23 febbraio 1973  |                 |
| 25  | Act of Vengeance: Regina v Collings (Part 1)                  |                 | 28 febbraio 1973  |                 |
| 26  | Act of Vengeance: Regina v Collings (Part 2)                  |                 | 1º marzo 1973     |                 |
| 27  | Act of Vengeance: Regina v Collings (Part 3)                  |                 | 2 marzo 1973      |                 |
| 28  | Freakout: Regina v Marlow (Part 1)                            |                 | 7 marzo 1973      |                 |
| 29  | Freakout: Regina v Marlow (Part 2)                            |                 | 8 marzo 1973      |                 |
| 30  | Freakout: Regina v Marlow (Part 3)                            |                 | 9 marzo 1973      |                 |
| 31  | The Mugging of Arthur Simmons (Part 1)                        |                 | 14 marzo 1973     |                 |
| 32  | The Mugging of Arthur Simmons (Part 2)                        |                 | 15 marzo 1973     |                 |
| 33  | The Mugging of Arthur Simmons (Part 3)                        |                 | 16 marzo 1973     |                 |
| 34  | Love Thy Neighbour (Part 1)                                   |                 | 21 marzo 1973     |                 |
| 35  | Love Thy Neighbour (Part 2)                                   |                 | 22 marzo 1973     |                 |
| 36  | Love Thy Neighbour (Part 3)                                   |                 | 23 marzo 1973     |                 |
| 37  | The Death of Dracula (Part 1)                                 |                 | 28 marzo 1973     |                 |
| 38  | The Death of Dracula (Part 2)                                 |                 | 29 marzo 1973     |                 |
| 39  | The Death of Dracula (Part 3)                                 |                 | 30 marzo 1973     |                 |
| 40  | Wise Child (Part 1)                                           |                 | 4 aprile 1973     |                 |
| 41  | Wise Child (Part 2)                                           |                 | 5 aprile 1973     |                 |
| 42  | Wise Child (Part 3)                                           |                 | 6 aprile 1973     |                 |
| 43  | Beware of the Dog (Part 1)                                    |                 | 11 aprile 1973    |                 |
| 44  | Beware of the Dog (Part 2)                                    |                 | 13 aprile 1973    |                 |
| 45  | Beware of the Dog (Part 3)                                    |                 | 13 aprile 1973    |                 |
| 46  | Theft by Necessity                                            |                 | 18 aprile 1973    |                 |
| 47  | The Gilded Cage (Part 1)                                      |                 | 19 aprile 1973    |                 |
| 48  | The Gilded Cage (Part 2)                                      |                 | 20 aprile 1973    |                 |
| 49  | Credibility Gap (Part 1)                                      |                 | 25 aprile 1973    |                 |
| 50  | Credibility Gap (Part 2)                                      |                 | 26 aprile 1973    |                 |
| 51  | Credibility Gap (Part 3)                                      |                 | 27 aprile 1973    |                 |
| 52  | The Long Haired Leftie (Part 1)                               |                 | 2 maggio 1973     |                 |
| 53  | The Long Haired Leftie (Part 2)                               |                 | 3 maggio 1973     |                 |
| 54  | The Long Haired Leftie (Part 3)                               |                 | 4 maggio 1973     |                 |
| 55  | Intent to Kill (Part 1)                                       |                 | 9 maggio 1973     |                 |
| 56  | Intent to Kill (Part 2)                                       |                 | 10 maggio 1973    |                 |
| 57  | Intent to Kill (Part 3)                                       |                 | 11 maggio 1973    |                 |
| 58  | There Was a Little Girl (Part 1)                              |                 | 16 maggio 1973    |                 |
| 59  | There Was a Little Girl (Part 2)                              |                 | 17 maggio 1973    |                 |
| 60  | There Was a Little Girl (Part 3)                              |                 | 18 maggio 1973    |                 |
| 61  | A View to Matrimony (Part 1)                                  |                 | 23 maggio 1973    |                 |
| 62  | A View to Matrimony (Part 2)                                  |                 | 24 maggio 1973    |                 |
| 63  | A View to Matrimony (Part 3)                                  |                 | 25 maggio 1973    |                 |
| 64  | Settling a Score (Part 1)                                     |                 | 30 maggio 1973    |                 |
| 65  | Settling a Score (Part 2)                                     |                 | 31 maggio 1973    |                 |
| 66  | Settling a Score (Part 3)                                     |                 | 1º giugno 1973    |                 |
| 67  | To Catch a Thief (Part 1)                                     |                 | 6 giugno 1973     |                 |
| 68  | To Catch a Thief (Part 2)                                     |                 | 7 giugno 1973     |                 |
| 69  | To Catch a Thief (Part 3)                                     |                 | 8 giugno 1973     |                 |
| 70  | Patch's Patch (Part 1)                                        |                 | 13 giugno 1973    |                 |
| 71  | Patch's Patch (Part 2)                                        |                 | 14 giugno 1973    |                 |
| 72  | Patch's Patch (Part 3)                                        |                 | 15 giugno 1973    |                 |
| 73  | Who Was Kate Greer? (Part 1)                                  |                 | 20 giugno 1973    |                 |
| 74  | Who Was Kate Greer (Part 2)                                   |                 | 21 giugno 1973    |                 |
| 75  | Who Was Kate Greer (Part 3)                                   |                 | 22 giugno 1973    |                 |
| 76  | A Right to Life (Part 1)                                      |                 | 27 giugno 1973    |                 |
| 77  | A Right to Life (Part 2)                                      |                 | 28 giugno 1973    |                 |
| 78  | A Right to Life (Part 3)                                      |                 | 29 giugno 1973    |                 |
| 79  | The Inner Circle (Part 1)                                     |                 | 4 luglio 1973     |                 |
| 80  | The Inner Circle (Part 2)                                     |                 | 5 luglio 1973     |                 |
| 81  | The Inner Circle (Part 3)                                     |                 | 6 luglio 1973     |                 |
| 82  | The Black Poplar (Part 1)                                     |                 | 11 luglio 1973    |                 |
| 83  | The Black Poplar (Part 2)                                     |                 | 12 luglio 1973    |                 |
| 84  | The Black Poplar (Part 3)                                     |                 | 13 luglio 1973    |                 |
| 85  | The Open Invitation (Part 1)                                  |                 | 18 luglio 1973    |                 |
| 86  | The Open Invitation (Part 2)                                  |                 | 19 luglio 1973    |                 |
| 87  | The Open Invitation (Part 3)                                  |                 | 20 luglio 1973    |                 |
| 88  | Beggar on Horseback (Part 1)                                  |                 | 25 luglio 1973    |                 |
| 89  | Beggar on Horseback (Part 2)                                  |                 | 26 luglio 1973    |                 |
| 90  | Beggar on Horseback (Part 3)                                  |                 | 27 luglio 1973    |                 |
| 91  | The Night for Country Dancing (Part 1)                        |                 | 1º agosto 1973    |                 |
| 92  | The Night for Country Dancing (Part 2)                        |                 | 2 agosto 1973     |                 |
| 93  | The Night for Country Dancing (Part 3)                        |                 | 3 agosto 1973     |                 |
| 94  | Mrs. Moresby's Scrapbook (Part 1)                             |                 | 8 agosto 1973     |                 |
| 95  | Mrs. Moresby's Scrapbook (Part 2)                             |                 | 9 agosto 1973     |                 |
| 96  | Mrs. Moresby's Scrapbook (Part 3)                             |                 | 10 agosto 1973    |                 |
| 97  | My Old Man's a Dustman (Part 1)                               |                 | 15 agosto 1973    |                 |
| 98  | My Old Man's a Dustman (Part 2)                               |                 | 16 agosto 1973    |                 |
| 99  | My Old Man's a Dustman (Part 3)                               |                 | 17 agosto 1973    |                 |
| 100 | The Judgement of Solomon (Part 1)                             |                 | 22 agosto 1973    |                 |
| 101 | The Judgement of Solomon (Part 2)                             |                 | 23 agosto 1973    |                 |
| 102 | The Judgement of Solomon (Part 3)                             |                 | 24 agosto 1973    |                 |
| 103 | Destruct, Destruct ... (Part 1)                               |                 | 29 agosto 1973    |                 |
| 104 | Destruct, Destruct (Part 2)                                   |                 | 30 agosto 1973    |                 |
| 105 | Destruct, Destruct (Part 3)                                   |                 | 31 agosto 1973    |                 |
| 106 | Public Lives (Part 1)                                         |                 | 5 settembre 1973  |                 |
| 107 | Public Lives (Part 2)                                         |                 | 6 settembre 1973  |                 |
| 108 | Public Lives (Part 3)                                         |                 | 7 settembre 1973  |                 |
| 109 | The Thunderbolts (Part 1)                                     |                 | 12 settembre 1973 |                 |
| 110 | The Thunderbolts (Part 2)                                     |                 | 13 settembre 1973 |                 |
| 111 | The Thunderbolts (Part 3)                                     |                 | 14 settembre 1973 |                 |
| 112 | Treason (Part 1)                                              |                 | 19 settembre 1973 |                 |
| 113 | Treason (Part 2)                                              |                 | 20 settembre 1973 |                 |
| 114 | Treason (Part 3)                                              |                 | 21 settembre 1973 |                 |
| 115 | A Stab in the Front (Part 1)                                  |                 | 26 settembre 1973 |                 |
| 116 | A Stab in the Front (Part 2)                                  |                 | 27 settembre 1973 |                 |
| 117 | A Stab in the Front (Part 3)                                  |                 | 28 settembre 1973 |                 |
| 118 | Just Good Friends (Part 1)                                    |                 | 10 ottobre 1973   |                 |
| 119 | Just Good Friends (Part 2)                                    |                 | 11 ottobre 1973   |                 |
| 120 | Just Good Friends (Part 3)                                    |                 | 12 ottobre 1973   |                 |
| 121 | To Suffer a Witch (Part 1)                                    |                 | 17 ottobre 1973   |                 |
| 122 | To Suffer a Witch (Part 2)                                    |                 | 18 ottobre 1973   |                 |
| 123 | To Suffer a Witch (Part 3)                                    |                 | 19 ottobre 1973   |                 |
| 124 | Hit and Miss (Part 1)                                         |                 | 24 ottobre 1973   |                 |
| 125 | Hit and Miss (Part 2)                                         |                 | 25 ottobre 1973   |                 |
| 126 | Hit and Miss (Part 3)                                         |                 | 26 ottobre 1973   |                 |
| 127 | No Spoiling (Part 1)                                          |                 | 31 ottobre 1973   |                 |
| 128 | No Spoiling (Part 2)                                          |                 | 1º novembre 1973  |                 |
| 129 | No Spoiling (Part 3)                                          |                 | 2 novembre 1973   |                 |
| 130 | The Age of Leo Trotsky (Part 1)                               |                 | 7 novembre 1973   |                 |
| 131 | The Age of Leo Trotsky (Part 2)                               |                 | 8 novembre 1973   |                 |
| 132 | The Age of Leo Trotsky (Part 3)                               |                 | 9 novembre 1973   |                 |
| 133 | Robin and his Juliet (Part 1)                                 |                 | 14 novembre 1973  |                 |
| 134 | Robin and His Juliet (Part 2)                                 |                 | 15 novembre 1973  |                 |
| 135 | Robin and His Juliet (Part 3)                                 |                 | 16 novembre 1973  |                 |
| 136 | The Most Expensive Steak in the World (Part 1)                |                 | 21 novembre 1973  |                 |
| 137 | The Most Expensive Steak in the World (Part 2)                |                 | 22 novembre 1973  |                 |
| 138 | The Most Expensive Steak in the World (Part 3)                |                 | 23 novembre 1973  |                 |
| 139 | A Message to Ireland (Part 1)                                 |                 | 28 novembre 1973  |                 |
| 140 | A Message to Ireland (Part 2)                                 |                 | 29 novembre 1973  |                 |
| 141 | A Message to Ireland (Part 3)                                 |                 | 30 novembre 1973  |                 |
| 142 | No Smoke Without Fire (Part 1)                                |                 | 5 dicembre 1973   |                 |
| 143 | No Smoke Without Fire (Part 2)                                |                 | 6 dicembre 1973   |                 |
| 144 | No Smoke Without Fire (Part 3)                                |                 | 7 dicembre 1973   |                 |
| 145 | Conduct Prejudicial (Part 1)                                  |                 | 12 dicembre 1973  |                 |
| 146 | Conduct Prejudicial (Part 2)                                  |                 | 13 dicembre 1973  |                 |
| 147 | Conduct Prejudicial (Part 3)                                  |                 | 14 dicembre 1973  |                 |
| 148 | Tables of the Heart (Part 1)                                  |                 | 19 dicembre 1973  |                 |
| 149 | Tables of the Heart (Part 2)                                  |                 | 20 dicembre 1973  |                 |
| 150 | Tables of the Heart (Part 3)                                  |                 | 21 dicembre 1973  |                 |
| 151 | Murder Most Foul                                              |                 | 27 dicembre 1973  |                 |